# 故林広志
故林 広志（こばやし ひろし、1966年8月31日 - ）は、日本のコント作家・脚本家・研究者（英文学、演劇教育）。講師（大学・ワークショップ）。90年代初頭からクレジットの無いものも含め、コンスタントにコント作品を創出している。本名︰高橋 哲郎（たかはし　てつろう）。既婚。

## 経歴
立命館大学文学部在学中から松竹芸能ブレーンに参加、構成作家として活動を始める。1991年、劇団MONOの土田英生らとコントユニット「GOVERNMENT OF DOGS」を結成。関西を中心に20回ほどの公演を行い「演劇性の高いコント」が注目される。TV・ラジオへの台本提供（とぶ薬、NHKラジオ夕刊など）、新作落語の執筆（初期の立川志の輔）やライブ出演（ブッチャーブラザーズ主催ライブなど）のほか、時事ネタフリーペーパー『薄い故林』発行に伴いトークライブを開催。
1997年に東京に居を移し、ナイロン100℃やG2プロデュースに台本を提供。また渋谷シアターDなどで若手芸人の育成に当たり様々な笑いの原型を作る。各誌にコラムや書評を連載し、情報誌のライターを兼務。
1998年から故林広志prd.名義で、当時珍しかった越境的キャスティングの公演（演劇、コント）を毎年数回ずつ行う。2001年には銀河劇場にて公演（ニッキーズ・パビリオン）。ワークショップも開始、参加者の旗揚げやライブ参加をサポート。
2000年ごろからENBUゼミナール、日本劇作家協会（戯曲セミナー）で演技や脚本を指導。発表の場として若手俳優からベテラン芸人までが一堂に会するライブをシリーズ化。
2004年に法政大学人文科学研究科を修了し、大学講師を歴任。プレゼンテーションやインターアクション（英語）の授業を担当。本名名義で作品論やアクティブ・ラーニング関連の学会発表を続けている。
2009年から、東京ヴォードヴィルショーの大森ヒロシと共同でコントライブ「更地/SARACHI」をプロデュース（現在は大森カンパニープロデュース）。軽演劇から新しい手法のコントまでレパートリーを増やし、ラジオも含め執筆ペースはピークを迎える。
2017年からは、コント制作と並行して地域密着型の企画（教会喜劇）にも脚本参加。「日常の捉え直し」に基づく一連のワークショップでは関係構築を中心とした表現指導の体系化を進めている（大学の授業では会話教育やコミュニケーションにおける演劇的アプローチを推進、教科書も刊行）。

## 人物・詳細
学生時代にお笑い番組や深夜ラジオにのめり込み、ストーリー漫画や新作落語を製作。大学は英文学専攻に進み、不条理演劇、ルイス・キャロルやモンティ・パイソン、コメディ映画などを研究、後年の脚本や講義の礎となる。
プロデュース公演のフライヤーは自らデザインし、連載していた雑誌のコラムのイラストは自身が描いている。

## ワークショップ
笑いは送り手/受け手の共同作業と考え「楽しむ方法」を知り合う場＝ワークショップを開催（プロの俳優・芸人も参加）。参加者全員が作品を作り上げていくOJT方式で、本人も作家的視点を刷新・拡大している。スタジオ上演により成果を実感、それぞれの活動をサポートしていく。
- 共演者や空間を活用することで、全体を客観的に構成する。
- 会話のテンポを整え、伝わりやすく、笑いやすく表現する。

- 呼吸や動き、一体感を意識し、コミュニケーションを補完する。

などを軸に個々の受講生に合わせて指導、大学の授業にも採り入れている。

## 舞台関連
- 「コントユニット GOVERNMENT OF DOGS」脚本・演出・出演
- 「立川志の輔 新作落語独演会」脚本
- 「タイタン（GO・JO）脚本」
- 「ナイロン100℃ ザ・ガンビーズショー」脚本
- 「G2プロデュース 超老伝」「AGAPE store 超老伝2000」脚本
- 「コントユニット 親族代表」脚本・演出・プロデュース
- 「当時はポピュラー1〜5」脚本・演出
- 「村岡希美＋廣川三憲 薄着知らずの女1〜3」脚本・演出
- 「和風スケッチ 漢字シティ」脚本・演出
- 「ホームコメディアンズアワー 帰れない二人」脚本・演出
- 「憂のコント」「憂の喜劇」脚本
- 「ニッキーズ・パビリオン」脚本・演出
- 「studio twlこけら落とし公演」企画・進行
- 「すわ親治 ひとりコメディ」脚本・演出
- 「コントライブ 絹」脚本・プロデュース
- 「演劇ユニット Hula-Hooper」脚本
- 「MONO企画 退屈への扉」脚本
- 「コントユニット THE GEESE」プロデュース
- 「ブルース企画 御祝リバーバンド」プロデュース
- 「AGAPE store 仮装敵国」脚本
- 「宮川賢 スライドプレゼンテーション」「サウンドプレゼンテーション」脚本
- 「未唯mie一人芝居 ディスタンス・ブルー」脚本
- 「GOVERNMENT OF DOGS Refresh!」脚本・出演
- 「浅越ゴエ ソロアクト1〜3」脚本
- 「ドナインシタイン博士のひみつ学会」脚本・出演
- 「コントRemix 二死満塁の人々」脚本
- 「大森そして故林 コントライブ更地」「喜劇工房1・2」脚本
- 「ブッチャーブラザーズ 30周年」「ブッチャーブラザーズ 35周年」脚本
- 「コント企画 順風男女」脚本
- 「リブレプロデュース 超特急夫婦」脚本
- 「Bコレクション（ぶっちゃあプロデュース）」脚本
- 「大森カンパニープロデュース 喜劇 いじはり」脚本
- 「春風亭昇太プロデュース・下北沢演芸祭2017 役者の落語会 ごらく亭 冬の陣」脚本協力
- 「ピンクの電話30thライブ ホットフラッシュ」脚本
- 「大森カンパニープロデュース コントライブ更地」脚本（2015年-現在）
- 「リブレプロデュース 礼拝堂シリーズ」脚本（2017年-現在）

## テレビ、他
- eZ-a-Go-Go（1991年-1992年、テレビ東京）脚本
- とぶくすり （1993年、フジテレビ）脚本
- プーミン！（1996年、毎日放送）構成
- ドラマ8芸能社、ドラマ10芸能社（2010年、NHKワンセグ2 NHK総合）脚本
- エコタンク（2012年、CMサイト）脚本
- 「アキバ的に…」（2012年、エリアポータル.tv）脚本

## ラジオ
- NHKラジオ「NHKラジオ夕刊」（1992年-1996年）脚本
- 文化放送「岸和田博士の科学的愛情」（1997年）脚本
- 文化放送「夕方は別の顔だ」（2003年-2005年）脚本
- TBCラジオ「宮川賢のまつぼっくり小国」（2006年-2008年）脚本
- TBSラジオ「宮川賢のバツラジ」（2006年-2008年）脚本
- ラジオ日本「宮川賢のおはようスプーン！」（2010年-2012年）脚本・構成

## 主宰ワークショップ
- 「コントサンプル」（1998年-2005年）
- 「作家養成会議」（2006年-現在）
- 「憂のワークショップ」 （2006年-現在）

（「コントの方法」、「人間力学ショー」刊行）

## 連載
- 雑誌 JAMCi（1996年-2000年）
- 雑誌 劇の宇宙（1998年-2001年）
- 雑誌 シアターガイド （2000年-2001年）
- 雑誌 放送文化（2001年-2002年）
- 雑誌 演劇ぶっく（2005年-2006年）